# Colombier, Dordogne
Colombier är en kommun i departementet Dordogne i regionen Nouvelle-Aquitaine i sydvästra Frankrike. Kommunen ligger i kantonen Issigeac som tillhör arrondissementet Bergerac. År 2022 hade Colombier 279 invånare.

## Befolkningsutveckling
Antalet invånare i kommunen Colombier
Referens:INSEE